# Hr. Ms. Van Galen (1928)
Lo Hr. Ms. Van Galen fu un cacciatorpediniere della Koninklijke Marine olandese, entrato in servizio nell'ottobre 1929 come quinta unità della classe Admiralen.
Nel corso del periodo interbellico la nave prestò servizio nelle Indie orientali, per poi rientrare in patria nel maggio 1940 giusto un paio di giorni prima che i Paesi Bassi fossero coinvolti nella seconda guerra mondiale. Il 10 maggio 1940, primo giorno dell'invasione tedesca dei Paesi Bassi, il Van Galen diresse su Rotterdam per partecipare agli scontri con gli invasori, ma ancora in viaggio il cacciatorpediniere fu gravemente danneggiato e quindi affondato da attacchi aerei della Luftwaffe.

## Storia
Impostata nei cantieri della Wilton-Fijenoord di Schiedam il 28 maggio 1927, la nave venne varata il 28 giugno 1928 con il nome di Hr. Ms. Van Galen in onore di Johan van Galen, ammiraglio olandese del XVII secolo; la nave entrò poi ufficialmente in servizio il 22 ottobre 1929. Il Van Galen era il primo esemplare del secondo gruppo di cacciatorpediniere della classe Admiralen, dotato di un armamento antiaereo rinforzato rispetto alle precedenti unità.
Poco dopo la sua entrata in servizio, il Van Galen fu dislocato (come le unità sue gemelle) nelle Indie orientali olandesi, dove entrò a far parte della locale squadriglia navale incaricata della protezione di questo possedimento coloniale; il cacciatorpediniere trascorse quindi il periodo interbellico impegnato in manovre di addestramento e missioni di pattugliamento nelle acque delle Indie olandesi, nonché in parate navali e visite di rappresentanza nei porti della regione. Il 22 febbraio 1932 il Van Galen fu dislocato a Shanghai in Cina, per proteggere gli interessi politici e commerciali dei Paesi Bassi nella regione durante i combattimenti tra cinesi e giapponesi in città, rientrando poi a Surabaya nell'aprile seguente. Il cacciatorpediniere fece ritorno a Shanghai il 23 agosto 1937, durante un periodo di pesanti scontri tra le opposte forze impegnate nella seconda guerra sino-giapponese; nel corso di questo stazionamento, la nave sbarcò anche in contingente di 150 fanti di marina olandesi per proteggere i cittadini europei residenti a Shanghai.
La nave fu richiamata in patria alla fine del 1939, arrivando a Den Helder l'8 maggio 1940; appena due giorni più tardi, il 10 maggio, le forze tedesche invasero i Paesi Bassi. Truppe aviotrasportate tedesche occuparono con un colpo di mano l'aeroporto di Waalhaven vicino a Rotterdam, e il Van Galen ricevette ordine di fornire fuoco d'appoggio ai reparti olandesi impegnati negli scontri attorno all'aeroporto; la nave iniziò quindi a risalire il canale del Nieuwe Waterweg alla volta di Rotterdam. Il canale era piuttosto stretto per una nave di queste dimensioni, rendendo difficile compiere manovre evasive in caso di attacchi aerei, e il basso fondale rappresentava un ulteriore pericolo perché aumentava l'effetto concussivo sullo scafo delle bombe cadute nelle vicinanze; ad aggravare la situazione, l'armamento antiaereo del cacciatorpediniere era parzialmente fuori uso e non era stato ancora riparato.
Giunto a metà del corso del Nieuwe Waterweg, il Van Galen fu localizzato dai ricognitori tedeschi e subito attaccato da una formazione di bombardieri Junkers Ju 87: vari colpi caduti nelle vicinanze causarono gravissimi danni strutturali allo scafo della nave, che iniziò a sbandare sulla sinistra. Il comandante dell'unità, kapitein-luitenant ter zee Albertus Samuel Pinke, riuscì a portare la nave mortalmente ferita fino al porto di Merwehaven vicino a Rotterdam, dove il Van Galen infine affondò. Lo scafo fu riportato a galla dalle forze occupanti tedesche il 23 ottobre 1941, e fu quindi avviato alla demolizione nei cantieri di Hendrik-Ido-Ambacht.